# Череватівка
Черева́тівка — село в Україні, у Ворожбянській міській громаді Сумського району Сумської області. Населення становить 205 осіб. Колишній орган місцевого самоврядування — Шкуратівська сільська рада.

## Географія
Село Череватівка розташоване на відстані 1.5 км від міста Ворожба.
По селу тече струмок, що пересихає із загатою. Біля села велике залізничне депо.

## Історія
- Село постраждало внаслідок геноциду українського народу, проведеного урядом СССР 1923—1933 та 1946–1947 роках.
- 12 червня 2020 року, відповідно до розпорядження Кабінету Міністрів України № 723-р «Про визначення адміністративних центрів та затвердження територій територіальних громад Сумської області», село увійшло до складу Ворожбянської міської громади[1].
- 19 липня 2020 року, в результаті адміністративно-територіальної реформи та ліквідації Білопільського району, село увійшло до складу новоутвореного Сумського району[2].

## Відомі люди
- Воропай Анатолій Давидович — український журналіст, письменник.